# HMS Searcher (D40)
Le HMS Searcher est un porte-avions d'escorte de la classe Bogue utilisé par la Royal Navy.

## Construction
Le navire est mis sur quille en février 1942 au chantier de la Seattle-Tacoma Shipbuilding Corporation, il est alors prévu de le terminer en tant que cargo de type C3. Mais, en cours de construction, il est racheté par l'US Navy pour achèvement en tant que porte-avions d'escorte de la classe Bogue, puis il est décidé de le transférer à la Royal Navy. Il est remorqué pour achèvement vers un autre chantier, Willamette Iron & Steel, à Portland. Les essais en mer commencent au début d'avril 1943, après la livraison à la Royal Navy.
Avec son équipage britannique, le navire entame son voyage vers l'Atlantique, et travers le canal de Panama le 24 mai. Le lendemain, il est endommagé par des conditions météos extrêmes, il doit donc subir des réparations à Norfolk, en plus des travaux qui étaient prévus, comme l'installation d'un radar. Il reçoit des avions Hellcat, Wildcat et Avenger. Après avoir traversé l'Atlantique, il est remis en cale sèche au Chatham Dockyard (Kent) pour êtres mis aux standards de la Royal Navy. 

## Service
Le Searcher est désigné dans un rôle de défense aérienne : les avions qui opèrent depuis son pont sont donc surtout des chasseurs. Deux escadrons, le 882e et le 898e, lui sont affectés. Il est au sein de la Home Fleet, et prend part à plusieurs opérations contre la côte norvégienne, dont l'Opération Tungsten (3 avril 1944), qui tente, sans succès, de couler le cuirassé Tirpitz. En mai 44, le roi visite le navire. Au mois de juin, il est affecté à la protection de convois dans l'Atlantique.
En juillet, il est transféré en Méditerranée. Là, il prend notamment part à l'opération Dragoon, c'est-à-dire au débarquement en Provence, avec 8 autres porte-avions d'escorte (6 de ses sister-ships de la Royal-Navy, et deux américains, de la classe Casablanca), offrant la couverture aérienne. Il participe ensuite aux opérations en mer Egée, avant de regagner la mer du Nord. Il participe à nouveau à des opérations contre la Norvège, dont, le 4 mai, l'Opération Judgement, la dernière offensive aérienne de la Seconde Guerre mondiale en Europe. Les jours suivants, la capitulation allemande étant imminente, il assure la couverture des chasseurs de mines qui procèdent au déminage autour du Danemark, un préalable au retour par la mer du gouvernement en exil danois à Copenhague.

## Après la guerre

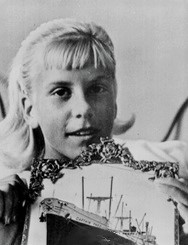
Terry Jo Duperrault tenant une image du Captain Theo, 1961.

Restitué aux Américains, le navire revient à Norfolk le 28 novembre 1945 et, le même jour, est officiellement retiré du service de la Royal Navy. Il est mis en vente. Theophilos Vatis, un armateur grec, le rachète en 1952, et commande sa conversion en cargo au chantier naval de Savannah. Il navigue pour lui jusqu'en 1966, sous le nom Captain Théo. En 1961, le navire fait une apparition dans l'actualité, quand il repêche, sur un radeau, une adolescente, Terry Jo Duperrault, seule survivante du meurtre de toute sa famille à bord du voilier Bluebelle. Il est revendu en 1966 à un armateur taïwanais, qui l'utilise sous le nom SS Oriental Banker. Il est finalement envoyé à la ferraille en 1976.